# Asota albifera
Asota albifera là một loài bướm đêm trong họ Erebidae.